# Zastavne, Zolociv
Zastavne (în ucraineană Заставне) este localitatea de reședință a comunei Zastavne din raionul Zolociv, regiunea Liov, Ucraina.

## Demografie
Componența lingvistică a localității Zastavne
     Ucraineană (99,58%)
     Alte limbi (0,42%)
Conform recensământului din 2001, majoritatea populației localității Zastavne era vorbitoare de ucraineană (99,58%), existând în minoritate și vorbitori de alte limbi.